# Chris Cusiter
Chris Cusiter (Aberdeen, 13 giugno 1982) è un ex rugbista a 15 scozzese, che è stato internazionale per la Scozia e che giocava nel ruolo mediano di mischia.